# Willi Gerlach (Musiker)
Willi Artur Martin Gerlach (* 10. November 1909 in Elberfeld; † nach 1972) war ein deutscher Oboist.

## Leben
Willi Gerlach wurde 1909 als Sohn eines Musikers geboren. Nach dem Einjährigen studierte er Oboe an der Staatlichen Hochschule für Musik Köln und bei Fritz Flemming an der Akademischen Hochschule für Musik Berlin. Von 1931 bis 1933 war er Militärmusiker und Privatstudent bei Gustav Kern in Berlin.
In den 1930er Jahren war er erster stellvertretender Oboist am Stadttheater Wuppertal. Von 1936 bis 1972 war er Mitglied (1. Oboist) des Gewandhausorchesters Leipzig. Er unterrichtete zudem von 1942 bis 1962 an der Leipziger Musikhochschule. Zu seinen Schülern gehörte unter anderem Peter Fischer.